# ブレット・ガレスピー
ブレット・ガレスピー（Brett Gillespie、1988年2月14日 - ）は、オーストラリア出身のラグビー選手。

## プロフィール
- ポジションはセンター(CTB)。
- 身長 180cm、体重 93kg
- 日本A代表に選ばれたことがある[2]。

## 来歴
イプスウィッチ・グラマー高校卒業後、2010年、トヨタ自動車ヴェルブリッツに加入。同年9月4日に行われたジャパンラグビートップリーグ第1節のサントリーサンゴリアス戦にて先発出場で日本での公式戦初出場を果たす。
2014年、日野自動車レッドドルフィンズに加入。
2018年、日野自動車レッドドルフィンズを退団した。